# قراءة في دفتر منسي (مسلسل)
قراءة في دفتر منسي، مسلسل عماني، إنتاج أوائل تسعينات القرن العشرين.

## بطولة
تمثيل (18)
شمعة محمد

صالح زعل

طيف
```
(زوان)
```

جمعة هيكل

فخرية خميس

سالم بهوان

إبراهيم الزدجالي
```
(ناصر)
```

محمد بن نور البلوشي

سعد بن خميس القبان

حمد الحضرمي

سعود الدرمكي
```
(ضيف الحلقات)
```

طالب البلوشي (طالب محمد)